# Głos
Głos – Gazeta Polaków w Republice Czeskiej (Hlas – Noviny Poláků v České republice) jsou polské noviny vydávané od roku 1945 v Československu a poté v České republice. Do konce roku 2017 noviny nesly název Głos Ludu (Hlas lidu).  

## Historie
V období od roku 1945 do roku 1989 byly noviny stranickým tiskem KSČ. Nejdřív to byl týdeník, následně vycházel dvakrát týdně a od roku 1951 do roku 2017 třikrát týdně. Od roku 2018 vycházejí opět jen 2x týdně.
První redakce sídlila ve Fryštátě, pak v Českém Těšíně, Ostravě - Mariánských Horách a opět v Českém Těšíně.

### Šéfredaktoři
Zdroj
- Henryk Jasiczek (do 1958),
- Jan Szurman (1958–1964),
- Tadeusz Siwek (1964–1969),
- Stanisław Kondziołka (1969–1986),
- Henryk Kiedroń (1986–1991),
- Marek Matuszyński (pověřen vedením, 1991),
- Marian Siedlaczek (1992–1994),
- Władysław Biłko (1994–2000),
- Henryka Bittmar, první žena šéfredaktorka,
- Kazimierz Santarius (pověřen vedením),
- Danuta Branna (2003–2005),
- Beata Schönwald (2005–2008)
- Wojciech Trzcionka (2008–2010),
- Tomasz Wolff (pověřen vedením, šéfredaktor od 1. ledna 2011)